# Weszelovszky János
Weszelovszky János (1891-1970) komáromi járásbíró, bírósági tanácsos.

## Élete
Apja Weszelovszky János (1852 körül-1943) 1899-ben elvégzi a MNM első régészeti tanfolyamát. Apját, a járási albírót a komáromi múzeumi gyűjtemények gondozásával 1897-ben bízták meg. 1900-tól az egyesület régészeti osztályának őreként ásatásokat is vezetett. A Jókai Egyesület régiségtárának élére 1913-ban nevezték ki, de már ugyanazon év végén Karle Sándor fiatal gimnáziumi tanár látta el ezt a feladatot.
1903-ban a komáromi bencéseknél tanult. 1924-ben a komáromi törvényszéken lett joggyakornok, 1926-ban pedig bíró.
1937-től a komáromi községi elemi iskola szülői szövetségének elnöke, és 1939-től a komáromi iskolaszék alelnöke,. A komáromi Katolikus Akció világi elnöke volt. 1939-ben a Baross Szövetség komáromi elnöke lett. Röviddel ezután pedig ismét komárom-óvárosi járásbíró lett. 1941-től járásbírósági elnök címet kapott. A komáromi római katolikus egyházi énekkar elnöke volt.
Felesége Szilágyi Bartha Magda (1895-1953).

## Művei
A Komárom vármegyei és városi "Muzeum-Egyesület" értesítői előbb apja Weszelovszky János (1901-1904 között 3 évfolyam), majd Alapi Gyula (1905-1910 között 6 évfolyam) titkárok szerkesztésében jelentek meg. Ugyanúgy apja érdemének tulajdonítható a kecskédi temető közlése.